# WISE 2220-3628
WISE 2220-3628 (= WISE J222055.31-362817.4) is een bruine dwerg met een spectraalklasse van Y0. De ster bevindt zich 37,4 lichtjaar van de zon.